# Eriochrysis holcoides
Eriochrysis holcoides là một loài thực vật có hoa trong họ Hòa thảo. Loài này được (Nees) Kuhlm. mô tả khoa học đầu tiên năm 1922.